# 수안보면
수안보면(水安堡面)은 대한민국 충청북도 충주시의 남동쪽에 위치하는 면이다. 충주시내 동남쪽으로부터 21km 지점에 위치하고 동쪽으로는 제천시 한수면, 남쪽으로는 괴산군 연풍면, 서쪽으로는 괴산군 장연면, 북쪽으로는 살미면에 접하고 있다. 수안보온천이 있으며, 연수원이 많이 자리잡고 있다.
2005년 4월 1일 상모면(上芼面)에서 수안보면으로 명칭을 변경하였다.

## 연혁
- 고대에는 삼한 중 마한에 속함
- 475년, 고구려 장수왕 63년 국원성 잉근내부(仍斤內部) 상모현(上芼縣)에 속함
- 757년, 신라 경덕왕 16년 중원경 괴산군 상모현에 속함
- 1018년, 고려 현종 9년 상모현을 장연현(長延縣)으로 고치고 장풍현과 함께 충주목의 속현으로 삼음
- 1403년, 태종3년 장연현과 장풍현을 연풍현으로 개칭
- 1895년, 조선 고종32년 말기 현을 폐지하고 연풍군에 귀속 고사리면(古沙里面)과 수회면(水回面)으로 분할
- 1914년, 연풍군을 폐지하고 괴산군으로 2개면을 병합편입 되어 괴산군 상모면이 됨.
- 1963년, 행정구역 개편으로 괴산군 상모면을 중원군에 편입
- 1989년, 상모면 문강리, 토계리를 살미면으로 편입
- 1995년, 시군통합에 따라 충주시 상모면으로 개편
- 2005년, 수안보면으로 명칭 변경

## 법정리
- 온천리(溫泉里): 온천리라는 지명은 온천에 소재하고 있어 붙여진 이름으로 볼 수 있다. 본래 온정동(溫井洞)으로 불리던 것이 온천리로 개명되었고, 물탕거리를 중심으로 온천 산업이 발달하여 인구가 증가하자 오산·관동·탑동과 분리되면서 온천리도 1, 2, 3, 4구로 나뉘었다.
- 고운리(古云里)
- 안보리(安堡里)
- 화천리(花泉里)
- 사문리(寺門里)
- 미륵리(彌勒里)
- 중산리(中山里)
- 수회리(水回里): 중앙경찰학교가 위치해 있다.

## 주요 기관

### 행정기관
- 충주소방서 수안보119안전센터
- 충주경찰서 수안보파출소

### 교육기관
- 수안보초등학교
- 수회초등학교
- 수안보중학교
- 서울특별시 공무원 연수원
- 중앙경찰학교
- NH농협 보험 연수원
- 한국전력공사 교육 연수원
- KT&G 교육 연수원

## 관광지
- 수안보온천
- 중원 미륵사지
- 월악산
- 송계계곡
- 만수계곡